# Neuroleon infidus
Neuroleon infidus är en insektsart som först beskrevs av Walker 1853.  Neuroleon infidus ingår i släktet Neuroleon och familjen myrlejonsländor. Inga underarter finns listade i Catalogue of Life.